# Intercalation (biochimie)
 (mai 2025).
Si vous disposez d'ouvrages ou d'articles de référence ou si vous connaissez des sites web de qualité traitant du thème abordé ici, merci de compléter l'article en donnant les références utiles à sa vérifiabilité et en les liant à la section « Notes et références ».
Pour les articles homonymes, voir Intercalation.
Ne doit pas être confondu avec Intercalation (chimie).
En biochimie, le terme d'intercalation est utilisé pour qualifier l'inclusion réversible d'une molécule (ou groupe de molécules) entre deux autres molécules (ou groupes de molécules). La molécule hôte contient souvent un réseau périodique.

## Intercalation dans l'ADN

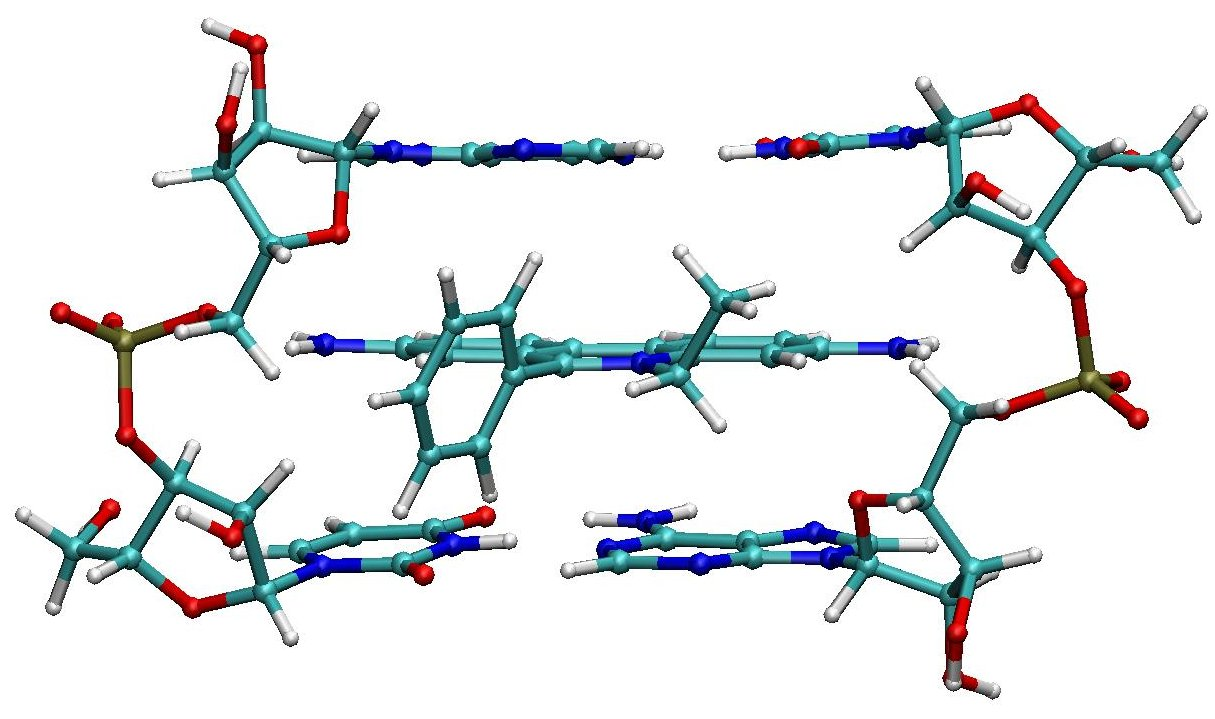
Ethidium intercalé entre deux paires de base adénine-uracyle

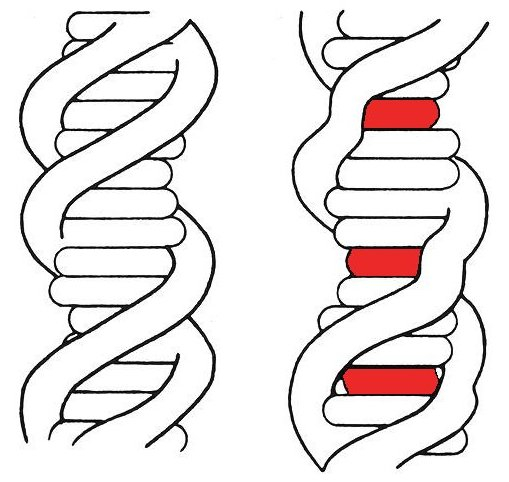
L'intercalation induit des distorsions de la structure. gauche:structure normale, droite:intercalation (rouge)

Un grand nombre de familles de molécules peuvent s'intercaler dans l'ADN, dans l'espace compris entre deux paires de bases. Ces molécules sont généralement polycycliques, aromatiques et planes et forment de bons marqueurs de l'acide nucléique. Parmi les composés d'intercalation dans l'ADN, on peut citer l'éthidium, la proflavine, la daunomycine, la doxorubicine, la thalidomide, le benzopyrène, les dérivés de l'indole (RiboGreen) et les psoralènes.
Pour que l'agent d'intercalation puisse s'insérer entre les paires de bases, celles-ci doivent être distantes d'au moins 0,3 nanomètres et celui-ci doit être plan. L'intercalation induit un changement de la structure locale du brin d'ADN, comme un "débobinage" de la double hélice ou un allongement du brin d'ADN. L'allongement est induit par réduction du tour d'hélice de l'ADN. Ces changements structuraux induisent des modifications fonctionnelles, dont souvent une inhibition du procédé de réplication, ce qui fait des agents d'intercalation des composés potentiellement mutagènes. Les composés d'intercalation dans l'ADN sont souvent pathogènes et cancérigènes, ce qui est par exemple le cas du bromure d'éthidium, l'aflatoxine ou du benzopyrène.
En revanche, le mitoxantrone est un médicament anticancéreux, agissant par son effet intercalant.
Les propriétés cancérigènes du benzène sont dues au fait qu'il s'agit d'une molécule plane. Tous les composés plans ne sont toutefois pas cancérigènes. L'acide benzoïque, par exemple, très proche du benzène, et dont la base conjuguée est absolument plane, n'est pas cancérigène (il est utilisé comme conservateur dans divers types de soda). De même la phénylalanine, un acide aminé qui comporte un groupement phényle (un cycle benzénique), n'est pas cancérigène.